# Květa Petříčková
Květa Petříčková, född den 17 juli 1952 i Prag, Tjeckien, är en tjeckoslovakisk landhockeyspelare.
Hon tog OS-silver i damernas landhockeyturnering i samband med de olympiska landhockeytävlingarna 1980 i Moskva.